# Iosif, Timiș
Iosif (sau Conacul Iosif, maghiară Józsefszállás, Josephfalva. germană Graf Iosif) este un sat în comuna Liebling din județul Timiș, Banat, România. Aparține de comuna Liebling.

## Localizare
Satul Iosif se situează în sudul municipiului Timișoara, la circa 30 km distanță (pe șosea) de acesta. Este traversat de drumul județan DJ692B, la jumătatea distanței dintre Jebel și centrul de comună, Liebling. Are stație de cale ferată proprie (cu numele de Conacul Iosif), pe calea ferată Jebel-Liebling.

## Istorie
Satul a fost înființat de coloniști maghiari în anul 1870, care i-au dat numele de Josephfalva, după numele celui care a înființat satul. Până în perioada comunistă, el a fost deseori numit Conacul Iosif (nume pe care îl mai păstrează, spre exemplu, halta CFR). După 1954 el a fost un cătun aparținător comunei Liebling. În prezent este un sat mixt, maghiaro-român.